# Campionato europeo F.I.S.A. di Subbuteo 1988 - Categoria juniores
Il "3rd F.I.S.A. European Championships" di Subbuteo (Calcio da tavolo) di Bruxelles in Belgio.
Fasi di qualificazione ed eliminazione diretta della categoria juniores.
Per la classifica finale vedi Classifica.
Per le qualificazioni delle altre categorie:
- Seniores

## Primo turno

### Girone 1
- Raymond Demarco  -  Jason Cook 0-0
- Xavier Meja  -  M. Bautista 4-0
- Raymond Demarco  -  P. Carley 0-0
- M. Bautista  -  Jason Cook 1-0
- Raymond Demarco  -  M. Bautista 4-0
- Xavier Meja  -  Jason Cook 0-0
- M. Bautista  -  P. Carley 1-0
- Raymond Demarco  -  Xavier Meja 1-0
- Jason Cook  -  P. Carley 3-1

### Girone 2
- Robert Lenz  -  Marco Mingrone 3-1
- Patrique Xuereb  -  E.T. Adams 5-0
- Felix Gübeli  -  Marco Mingrone 1-4
- Robert Lenz  -  E.T. Adams 4-0
- Patrique Xuereb  -  Felix Gübeli 2-2
- Marco Mingrone  -  E.T. Adams 7-0
- Robert Lenz  -  Patrique Xuereb 2-2
- Felix Gübeli  -  E.T. Adams 4-0
- Patrique Xuereb  -  Marco Mingrone 1-0
- Felix Gübeli  -  Robert Lenz 2-0

### Girone 3
- Kostas Sohoritis  -  M.A. Kavangh 2-0
- B. Crilley  -  Marco Wenzel 1-1
- Marco Wenzel  -  M.A. Kavangh 1-0
- Kostas Sohoritis  -  Marco Wenzel 1-0
- B. Crilley  -  M.A. Kavangh 4-0
- Kostas Sohoritis  -  B. Crilley 4-1

### Girone 4
- Xavier Martinez  -  Felipe Maia 0-4
- M. Rombouts  -  M. Smerko 5-0
- Xavier Martinez  -  M. Smerko 5-0
- Felipe Maia  -  M. Smerko 5-0
- Xavier Martinez  -  M. Rombouts 1-1
- M. Rombouts  -  Felipe Maia 1-0

## Quarti di Finale
- Raymond Demarco  -  B. Crilley 4-3
- Felipe Maia  -  Patrique Xuereb 2-1
- Kostas Sohoritis  -  Xavier Meja 7-6 d.c.p.
- Robert Lenz  -  M. Rombouts 3-1

## Semifinali
- Raymond Demarco  -  Felipe Maia 3-2
- Kostas Sohoritis  -  Robert Lenz 8-2

## Finale 3º/4º posto
- Felipe Maia  -  Robert Lenz 5-1

## Finale 1º/2º posto
- Raymond Demarco  -  Kostas Sohoritis 1-0